# Live at Shepherds Bush Empire (The Rifles)
Live at Shepherds Bush Empire is een ep van de Britse band The Rifles.
De ep is op 4 oktober 2007 opgenomen in de Shepherds Bush Empire in Londen. Het bevat in totaal vijf live nummers waarvan er vier afkomstig zijn van het album No Love Lost. Ook de hierna uitgegeven nieuwe single "Talking" staat op de ep.
De ep is gedrukt in een gelimiteerde oplage van 1000 stuks.

## Tracklist
1. 'Talking'
2. 'Robin Hood'
3. 'Up Close'
4. 'Peace & Quiet'
5. 'Narrow Minded Social Club'